# Aluvere
Aluvere – wieś w Estonii, w prowincji Virumaa Zachodnia, w gminie Sõmeru.